# 151. vestlige længdekreds
Den 151. vestlige længdekreds (eller 151 grader vestlig længde) er en længdekreds, der ligger 151 grader vest for nulmeridianen. Den løber gennem Ishavet, Nordamerika, Stillehavet, det Sydlige Ishav og Antarktis.